# Copa de la Reina de fútbol sala 2021
La Copa S.M. de la Reina de Fútbol Sala Femenino de 2021 será la vigesimoséptima edición de dicha competición española. Este año participarán 18 equipos de primera división y otros 12 de segunda.

## Formato competición
En esta temporada jugarán un total de 30 equipos, los 18 equipos de primera división de la temporada 2019-20 y los cuatro mejores clasificados de cada uno de los cuatro grupos de la segunda división, siempre que no sean equipos filiales, no participan el Ucam Murcia y el Bilbo por la desaparición de los clubes.
La primera eliminatoria será el 19 de diciembre, y se empezará la competición en la ronda de dieciseisavos de final donde se enfrentarán los equipos de primera contra los de segunda a partido único en campo del equipo de menor categoría, en esta ronda quedán exentos el AD Alcorcón FSF y el CD Burela FS
Los octavos de final se jugarán el 8 de enero y para el sorteo se reagruparán en grupos por proximidad geográfica. Tendrán preferencia eliminatorias entre equipos de distinta categoría, y en el caso de dos equipos de la misma será local según el orden de extracción de las bolas del sorteo.
Con los ocho equipos resultantes se jugarán en una sede única y los enfrentamientos se realizaran por sorteo, se jugará entre el 30 de abril y el 2 de mayo.

## Participantes
| 1.ª División Intersala Promeses AD Sala Zaragoza FS AD Club Teldeportivo AE Penya Esplugues Universidad de Alicante FSF Xaloc Alicante FS AD Alcorcón FSF CD Futsi Atlético Navalcarnero CD Leganés FS Rayo Majadahonda FSF/Afar4 FSF Móstoles Pescados Rubén Burela FS Cidade de As Burgas GLS Ourense CF Envialia Poio Pescamar FS Viaxes Amarelle FS Melilla Sport Capital Torreblanca STV Roldán | 2.ª División Guadalcacín FS CD CDB Almagro FS CN Caldes Feme Sala Castellón CFS FSF Joventut d'Elx CFS Femenino San Fernando Colmenarejo Futsal UD La Cruz Villanovense Marín Futsal Valdetires Ferrol FSF La Boca te Lia Futsal Alcantarilla UDC Txantrea KKE |

## Rondas clasificatorias

### Dieciseisavos de final
Disputaron la primera ronda del torneo los 30 equipos (excepto los dos club exentos) de Primera y Segunda. El sorteo se celebró el 3 de diciembre de 2020 en la Ciudad del Fútbol de Las Rozas. La eliminatoria se jugó a partido único el 19 de diciembre de 2020, en el pabellón del club de menor categoría.
| Local                              | Resultado    | Visitante                         |
| ---------------------------------- | ------------ | --------------------------------- |
| AD Alcorcón FSF                    | Exento       |                                   |
| Pescados Rubén Burela FS           | Exento       |                                   |
| CN Caldes                          | 0–4          | AE Penya Esplugues                |
| UDC Txantrea KKE                   | 1–2          | Intersala Promeses                |
| Colmenarejo Futsal                 | 5–6          | AD Sala Zaragoza FS               |
| CFS Femenino San Fernando          | 3–0          | AD Club Teldeportivo              |
| Feme Sala Castellón CFS            | 2–1          | Xaloc Alicante FS                 |
| FSF Joventut d'Elx                 | 0–5          | Universidad de Alicante FSF       |
| La Boca te Lia Futsal Alcantarilla | 2–4          | STV Roldán                        |
| Guadalcacín FS CD                  | 0–5          | Melilla Sport Capital Torreblanca |
| UD La Cruz Villanovense            | 0–7          | CD Leganés FS                     |
| CDB Almagro FS                     | 0–5          | CD Futsi Atlético Navalcarnero    |
| Rayo Majadahonda FSF/Afar4         | 3–6          | FSF Móstoles                      |
| Marín Futsal                       | 3–3 (3:2 p.) | Viaxes Amarelle FS                |
| Cidade de As Burgas GLS            | 2–9          | Ourense CF Envialia               |
| Valdetires Ferrol FSF              | 1–2          | Poio Pescamar FS                  |

### Octavos de final
| Local                          | Resultado    | Visitante                         |
| ------------------------------ | ------------ | --------------------------------- |
| Feme Sala Castellón CFS        | 0–2          | AE Penya Esplugues                |
| AD Sala Zaragoza FS            | 1–3          | Intersala Promeses                |
| Marín Futsal                   | 2–5          | Pescados Rubén Burela FS          |
| Poio Pescamar FS               | 3–3 (3:4 p.) | Ourense CF Envialia               |
| CD Futsi Atlético Navalcarnero | 4–1          | FSF Móstoles                      |
| AD Alcorcón FSF                | 9–1          | CD Leganés FS                     |
| CFS Femenino San Fernando      | 1–6          | Melilla Sport Capital Torreblanca |
| STV Roldán                     | 1–3          | Universidad de Alicante FSF       |

### Cuartos de final
| Local                    | Resultado | Visitante                         |
| ------------------------ | --------- | --------------------------------- |
| AE Penya Esplugues       | 3–5       | Melilla Sport Capital Torreblanca |
| AD Alcorcón FSF          | 2–6       | Universidad de Alicante FSF       |
| Intersala Promesas       | 2–6       | CD Futsi Atlético Navalcarnero    |
| Pescados Rubén Burela FS | 9–2       | Ourense CF Envialia               |

### Semifinales
| Local                       | Resultado | Visitante                         |
| --------------------------- | --------- | --------------------------------- |
| Universidad de Alicante FSF | 2–7       | Melilla Sport Capital Torreblanca |
| Pescados Rubén Burela FS    | 1–0       | CD Futsi Atlético Navalcarnero    |